# Unterseeboot 771
L'Unterseeboot 771 ou U-771 est un sous-marin allemand (U-Boot) de type VIIC utilisé par la Kriegsmarine pendant la Seconde Guerre mondiale.
Le sous-marin fut commandé le 21 novembre 1940 à Wilhelmshaven (Kriegsmarinewerft), sa quille fut posée le 21 août 1942, il fut lancé le 26 septembre 1943 et mis en service le 18 novembre 1943, sous le commandement de l'Oberleutnant zur See Helmut Block.
L'U-771 n'endommagea ou ne coula aucun navire au cours des 2 patrouilles (79 jours en mer) qu'il effectua.
Il coule en novembre 1944 en mer de Norvège, torpillé par un sous-marin britannique.

## Conception
Unterseeboot type VII, l'U-771 avait un déplacement de 769 tonnes en surface et 871 tonnes en plongée. Il avait une longueur totale de 67,10 m, un maître-bau de 6,20 m, une hauteur de 9,60 m et un tirant d'eau de 4,74 m. Le sous-marin était propulsé par deux hélices de 1,23 m, deux moteurs diesel Germaniawerft M6V 40/46 de 6 cylindres en ligne de 1 400 cv à 470 tr/min, produisant un total de 2 060 à 2 350 kW en surface et de deux moteurs électriques Brown, Boveri & Cie GG UB 720/8 de 375 cv à 295 tr/min, produisant un total 550 kW, en plongée. Le sous-marin avait une vitesse en surface de 17,7 nœuds  (32,8 km/h) et une vitesse de 7,6 nœuds (14,1 km/h) en plongée. Immergé, il avait un rayon d'action de 80 milles marins (150 km) à 4 nœuds (7,4 km/h ; 4,6 milles par heure) et pouvait atteindre une profondeur de 230 m. En surface son rayon d'action était de 8 500 milles nautiques (soit 15 700 km) à 10 nœuds (19 km/h).
 L'U-771 était équipé de cinq tubes lance-torpilles de 53,3 cm (quatre montés à l'avant et un à l'arrière) qui contenait quatorze torpilles. Il était équipé d'un canon de 8,8 cm SK C/35 (220 coups) et d'un canon antiaérien de 20 mm Flak. Il pouvait transporter 26 mines TMA ou 39 mines TMB. Son équipage comprenait 4 officiers et 40 à 56 sous-mariniers.

## Historique
Il suit son temps d'entraînement initial à la 31. Unterseebootsflottille jusqu'au 31 mai 1944, puis rejoint son unité de combat dans la 9. Unterseebootsflottille. À partir du 1er août 1944, il est affecté dans la 11. Unterseebootsflottille puis dans la 13. Unterseebootsflottille.
Sa première patrouille est précédée de courts trajets à Kiel, à Hatvik, Bergen et à Stavanger. Elle commence le 21 juin 1944 au départ de Stavanger pour longer les côtes de la Norvège.
 Le 26 juin 1944, alors qu'il patrouille avec l'U-317, les deux U-Boote sont attaqués au nord des îles britanniques par un avion bombardier Consolidated B-24 Liberator britannique du 86e escadron de la RAF. L'U-317 coule et l'avion est endommagé par la défense anti-aérienne de l'U-771, le forçant à rentrer à sa base, où il est considéré comme irrécupérable.
 Après 25 jours en mer, il rejoint le port de Bergen qu'il atteint le 15 juillet 1944.
Lors de son convoyage vers Kristiansand, le 2 août 1944, l'U-771 est escorté au départ de Stavanger. Il est repéré par deux avions chasseurs Mosquito du Sqn 333 de la Force aérienne royale norvégienne. Le premier le mitraille avec ses canons de 20 mm et lui lance deux grenades, l'endommageant. Le second vole si bas qu'il touche le mât du navire d'escorte et s'abime en mer, tuant la totalité de ses aviateurs. Le sous-marin arrive à Kristiansand deux jours plus tard.
Entre août et septembre, l'U-771 effectue des escales dans des ports norvégiens (Bergen, Bogenbucht et Hammerfest). Sa deuxième patrouille commence le 14 octobre 1944 au départ d'Hammerfest. L'U-771 fait partie du groupe (meute) Panther lancé sans succès à la recherche du convoi JW-61.
 À partir du 5 novembre 1944, l'U-771, l'U-956 et l'U-997 sont en opération contre les bâtiments d'escorte soviétiques en mer de Barents. Le 8 novembre 1944, le Commandant Block lance une attaque sans succès contre un destroyer. Sur la route du retour, le 11 novembre 1944, le submersible est repéré dans l'Andfjorden (un Fjord) près d'Harstad, par le sous-marin britannique HMS Venturer. Il est envoyé par le fond après un tir de quatre torpilles à la position géographique 69° 17′ N, 16° 28′ E.
Les cinquante-et-un membres d'équipage meurent dans cette attaque.

## Affectations
- 31. Unterseebootsflottille du 18 novembre 1943 au 31 mai 1944 (Période de formation).
- 9. Unterseebootsflottille du 1er juin 1944 au 31 juillet 1944 (Unité combattante).
- 11. Unterseebootsflottille du 1er août 1944 au 30 septembre 1944 (Unité combattante).
- 13. Unterseebootsflottille du 1er octobre 1944 au 11 novembre 1944 (Unité combattante).

## Commandement
- Oberleutnant zur See Helmut Block du 18 novembre 1943 au 11 novembre 1944.

## Patrouilles
|       | Commandant         | Départ            | Départ       | Arrivée           | Arrivée      | Jours    | Succès |
| ----- | ------------------ | ----------------- | ------------ | ----------------- | ------------ | -------- | ------ |
|       | Oblt. Helmut Block | 27 mai 1944       | Kiel         | 30 mai 1944       | Hatvik       | 4 jours  |        |
|       | Oblt. Helmut Block | 2 juin 1944       | Hatvik       | 2 juin 1944       | Bergen       | 1 jours  |        |
|       | Oblt. Helmut Block | 19 juin 1944      | Bergen       | 20 juin 1944      | Stavanger    | 2 jours  |        |
| 1     | Oblt. Helmut Block | 21 juin 1944      | Stavanger    | 15 juillet 1944   | Bergen       | 25 jours |        |
|       | Oblt. Helmut Block | 26 juillet 1944   | Bergen       | 28 juillet 1944   | Trondheim    | 3 jours  |        |
|       | Oblt. Helmut Block | 29 juillet 1944   | Trondheim    | 1er août 1944     | Stavanger    | 4 jours  |        |
|       | Oblt. Helmut Block | 2 août 1944       | Stavanger    | 3 août 1944       | Kristiansand | 2 jours  |        |
|       | Oblt. Helmut Block | 5 août 1944       | Kristiansand | 6 août 1944       | Bergen       | 2 jours  |        |
|       | Oblt. Helmut Block | 27 septembre 1944 | Bergen       | 30 septembre 1944 | Bogenbucht   | 4 jours  |        |
|       | Oblt. Helmut Block | 2 octobre 1944    | Bogenbucht   | 4 octobre 1944    | Hammerfest   | 3 jours  |        |
| 2     | Oblt. Helmut Block | 14 octobre 1944   | Hammerfest   | 11 novembre 1944  | Coulé        | 29 jours |        |
| Total | Total              | Total             | Total        | Total             | Total        | 79 jours | 0 t    |

Note : Oblt. = Oberleutnant zur See

### OpérationsWolfpack
L'U-771 opéra avec les Wolfpacks (meute de loups) durant sa carrière opérationnelle.
- Zorn (27-30 septembre 1944)
- Regenschirm (14-16 octobre 1944)
- Panther (16 octobre - 10 novembre 1944)